# Loperhet
Loperhet är en kommun i departementet Finistère i regionen Bretagne i västra Frankrike. Kommunen ligger i kantonen Daoulas som tillhör arrondissementet Brest. År 2022 hade Loperhet 3 952 invånare.

## Befolkningsutveckling
Antalet invånare i kommunen Loperhet
Referens:INSEE